# Спирин, Николай Иванович
Николай Иванович Спирин (19 декабря 1922, дер. Передел, Владимирская губерния — июнь 1942, Крым) — командир пулемётной роты 381-го стрелкового полка 109-й стрелковой дивизии Приморской армии Северо-Кавказского фронта, старший лейтенант. Герой Советского Союза.

## Биография
Родился 19 декабря 1922 года в деревне Передел (ныне Судогодского района Владимирской области) в крестьянской семье. Окончил 7 классов. Работал в Андреевском леспромхозе.
В Красной Армии с 1939 года. В 1941 году окончил пехотное училище. Член ВКП(б). Участник Великой Отечественной войны с июня 1941 года.
Командир пулемётной роты 381-го стрелкового полка старший лейтенант Николай Спирин особо отличился в начале июня 1942 года в районе города русской воинской славы Севастополя. При отражении вражеской контратаки вверенная старшему лейтенанту Спирину Н. И. рота уничтожила значительное количество живой силы противника. В одном из боёв командир пулемётной роты погиб. Похоронен в Севастополе.
Указом Президиума Верховного Совета СССР «О присвоении звания Героя Советского Союза начальствующему составу Красной Армии» от 20 июня 1942 года за «образцовое выполнение боевых заданий командования на фронте борьбы с немецкими захватчиками и проявленные при этом отвагу и геройство» удостоен звания Героя Советского Союза.
Награждён орденом Ленина.
Имя Н. И. Спирина носит улица в деревне Передел Судогодского района Владимирской области. Имя Героя выбито на памятнике защитникам Севастополя 1941—1942 годов.